# Aleksiej Jerochow
Aleksiej Walerjewicz Jerochow, ros. Алексей Валерьевич Ерохов (ur. 5 września 1999 w Moskwie) – rosyjski łyżwiarz figurowy, startujący w konkurencji solistów. Mistrz świata juniorów (2018) i mistrz Rosji juniorów (2018).

## Osiągnięcia
| Zawody                                | 15–16          | 16–17          | 17–18          | 18–19          | 19–20          | 20–21          | 21–22          |                |                |                |                |                |                |                |                |                |                |
| Międzynarodowe                        | Międzynarodowe | Międzynarodowe | Międzynarodowe | Międzynarodowe | Międzynarodowe | Międzynarodowe | Międzynarodowe | Międzynarodowe | Międzynarodowe | Międzynarodowe | Międzynarodowe | Międzynarodowe | Międzynarodowe | Międzynarodowe | Międzynarodowe | Międzynarodowe | Międzynarodowe |
| ------------------------------------- | -------------- | -------------- | -------------- | -------------- | -------------- | -------------- | -------------- | -------------- | -------------- | -------------- | -------------- | -------------- | -------------- | -------------- | -------------- | -------------- | -------------- |
| GP Rostelecom Cup                     |                |                |                | WD             |                |                |                |                |                |                |                |                |                |                |                |                |                |
| GP Grand Prix Helsinki                |                |                |                | WD             |                |                |                |                |                |                |                |                |                |                |                |                |                |
| CS Finlandia Trophy                   |                |                |                | 7              |                |                |                |                |                |                |                |                |                |                |                |                |                |
| CS Memoriał Ondreja Nepeli            |                |                |                | WD             |                |                |                |                |                |                |                |                |                |                |                |                |                |
| CS Warsaw Cup                         |                |                |                |                |                |                | 8              |                |                |                |                |                |                |                |                |                |                |
| Międzynarodowe: Kategorie młodzieżowe |                |                |                |                |                |                |                |                |                |                |                |                |                |                |                |                |                |
| Mistrzostwa świata juniorów           |                |                | 1              | WD             |                |                |                |                |                |                |                |                |                |                |                |                |                |
| JGP Finał                             |                |                | 5              |                |                |                |                |                |                |                |                |                |                |                |                |                |                |
| JGP na Białorusi                      |                |                | 1              |                |                |                |                |                |                |                |                |                |                |                |                |                |                |
| JGP w Japonii                         |                | 3              |                |                |                |                |                |                |                |                |                |                |                |                |                |                |                |
| JGP w Niemczech                       |                | WD             |                |                |                |                |                |                |                |                |                |                |                |                |                |                |                |
| JGP w Polsce                          |                |                | 1              |                |                |                |                |                |                |                |                |                |                |                |                |                |                |
| Krajowe                               |                |                |                |                |                |                |                |                |                |                |                |                |                |                |                |                |                |
| Mistrzostwa Rosji                     |                | 10             | 8              | WD             |                | WD             | 7              |                |                |                |                |                |                |                |                |                |                |
| Mistrzostwa Rosji juniorów            | 12             | 5              | 1              | 4              |                |                |                |                |                |                |                |                |                |                |                |                |                |